# Parachiona
Parachiona is een geslacht van schietmotten uit de familie van de Limnephilidae. Het geslacht werd voor het eerst wetenschappelijk beschreven door Thomson in 1891.

## Soorten
Het genus is monotypisch en bevat alleen de volgende soort:

- Parachiona picicornis (Pictet, 1834)